# Rio Artibonite
O rio Artibonite é maior rio do Haiti, e também o maior e mais importante rio da ilha de Hispaníola. Sua nascente está localizada nos montes Cibao, na  Cordilheira Central na República Dominicana, embora a maior parte do seu comprimento se situe no Haiti. Sua foz fica no Golfo de Gonâve.

## Uso
O rio é usado para irrigação e para geração de energia. A usina hidrelétrica de Péligre, cuja construção gerou o lago de Péligre, é responsável por 25% da produção de energia do Haiti. Em seus 240 km de extensão, o rio possui 160 km de percurso navegável.
O rio Artibonite dá nome a um dos departamentos do Haiti e forma parte da fronteira com a República Dominicana.